# Église presbytérienne du Chili

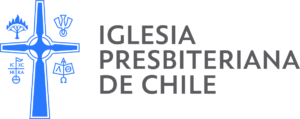
Logo de l'Église presbytérienne du Chili

L'Iglesia Presbiteriana de Chile (IPCh - Église presbytérienne du Chili) est une église presbytérienne chilienne. Elle rassemble presque de 2000 membres dans une vingtaine de paroisses. Elle est membre de l'ARM et de l'Aipral.

## Historique
L'IPCh fut fondée le 7 juin 1868 à Santiago par un missionnaire de l'Église presbytérienne unie aux États-Unis. Le 13 juin 1883, le synode s'organise. En 1964, l'église devient pleinement autonome par rapport à sa sœur nord-américaine.